# Парк розваг (Прип'ять)
Парк розваг, парк атракціонів — парк, який не функціонує через Чорнобильську катастрофу, міський парк в місті Прип'ять, Київська область, Україна. Одне з найбільш заражених місць в Прип'яті.

## Місцезнаходження
Парк розташований в центрі міста, позаду площі з будинками універмагу, палацу культури «Енергетик» і готелю «Полісся».

## Атракціони
Найбільш відомий об'єкт, що знаходиться на території парку — оглядове колесо, яке згодом стала одним із символів як Прип'яті, так і всієї Чорнобильської зони відчуження, в цілому. Колесо ніколи не працювало; його мали запустити 1 травня 1986 року, але за 5 днів до введення атракціону в експлуатацію сталася аварія на ЧАЕС. Але тестові запуски колеса проводилися до офіційного його відкриття, під час монтажу.
| Зображення | Атракціон           | Примітки                          |
| ---------- | ------------------- | --------------------------------- |
|            | Оглядове колесо     |                                   |
|            | Гойдалка і карусель | На зображенні знаходяться ліворуч |
|            | Автодром            |                                   |

## Популярна культура
- S.T.A.L.K.E.R.: Тінь Чорнобиля
- Call of Duty 4: Modern Warfare